# ランドマーク・バプテスト
ランドマーク・バプテスト（Landmarkism）とは、キリスト教の教派のうち、自らをカトリック教会でもプロテスタント教会でもないキリスト教会とするバプテストである。

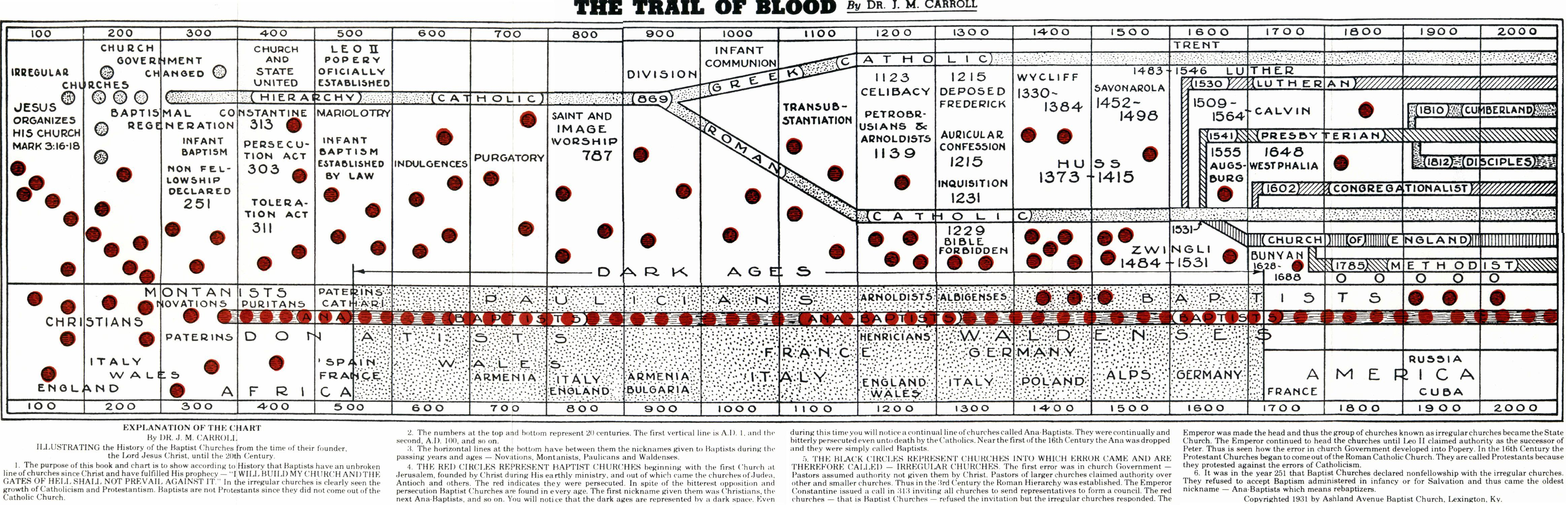
ランドマーク・バプテストの歴史チャート　血のランドマークを辿っている。（表の上がカトリック、下がランドマーク派）

## 名称
ランドマーク・バプテストの名称が用いられたのは、1840年代ころ幼児洗礼や滴礼を行うプロテスタント諸教会との妥協を憂いバプテストへの警鐘としてケンタッキー州の説教者ジェームス・ロビンソン・グレイブスが「An Old Landmark Reset（古い地境にもどせ）」を出版したことに始まる。当時、バプテストに大きな影響をもたらしたが、バプテストの中にはこれを嫌い非難する者たちもいた。当時のアメリカのバプテスト派最大の新聞「ザ・テネシーバプテスト」は、これを取り上げ支持した。また、旧約聖書の箴言22:28Do not remove the ancient landmark, Nor enter the fields of the fatherless;に由来する。「血まみれの道」では血のランドマークの意味でこの語を使っている。

## 歴史

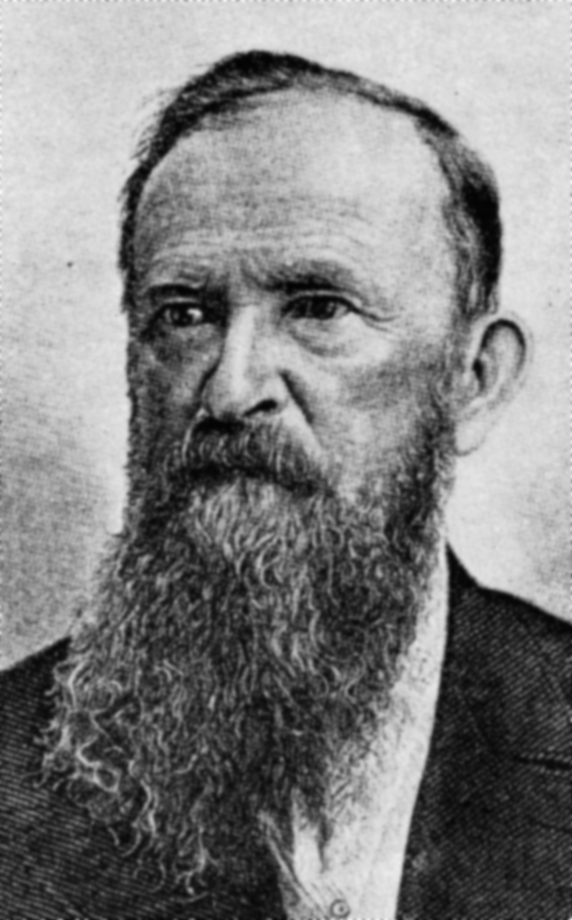
ジェームス・ロビンソン・グレイブス

起源をマルティン・ルターの宗教改革由来ではなく“バプテスマのヨハネによるバプテスマの系譜”を主張し、信仰の実践上プロテスタントの一派であることを自ら認めていない。洗礼の語を用いず、信仰者の浸礼によるバプテスマのみを行う。幼児洗礼を否定する。
プロテスタントはローマ・カトリック教会から出てきたものなので、バプテストがプロテスタントであったとするなら、地上にキリスト教会が存在しなかった時期があることになり、マタイ16:18のイエス・キリストの約束と異なるので、ランドマーク・バプテストはプロテスタントではなく、初代教会から続く唯一正統なキリスト教会であるとする。
そして、ランドマーク・バプテストはローマ・カトリックだけでなく、プロテスタントのルーテル教会からも改革派教会からも迫害を受けているとする。
ランドマーク・バプテストはローマ帝国によるキリスト教の国教化に反対して以来カトリック教会から異端とされ、「モンタノス派」「ドナトゥス派」「ヴァルド派」「カタリ派」などの蔑称で呼ばれ迫害された、という歴史観を持つ。
しかし教理上多くの点でプロテスタント神学と共通しており、「独立系バプテスト」「単立根本主義的バプテスト教会」と呼ぶことがある。

## 日本のランドマーク派
- 日本バプテスト連合
- 一部の聖書バプテスト教会